# 雅-galyuu-流
『雅-galyuu-流』（がりゅう）は2003年12月2日、PS COMPANYから発売された雅-miyavi-のインディーズ・セカンド・アルバム。初回限定盤はDVD同梱。PS MUSIC発足時に通常盤が再発売。

## 収録曲
- 全作詞・作曲：雅-miyavi-

1. - （無題）
2. 一匹狼論
3. エキセントリック大人病～くそ餓鬼Ver.
4. - （無題）
5. 嗚呼、悲しきかな雇われの身のブルース
6. Coo quack cluck-ク・ク・ル-～おれさまver.
7. - （無題）
8. 常勝街道
9. 試験管ベイビー
10. おっさんおっさん俺なんぼ
11. あしタ、天気ニなぁレ。～どしゃ降りver.
12. - （無題）
13. トメとジェリー
14. ボーナス・トラック（レクイエム）